# NGC 1035
NGC 1035 (również PGC 10065) – galaktyka spiralna (Sc), znajdująca się w gwiazdozbiorze Wieloryba. Odkrył ją William Herschel 10 stycznia 1785 roku.
W galaktyce tej zaobserwowano supernową SN 1990E.